# Sören Bertram
Sören Bertram (* 5. Juni 1991 in Uelzen) ist ein ehemaliger deutscher Fußballspieler, der zuletzt beim VfL Osnabrück unter Vertrag stand.

## Karriere
Bertram begann im Januar 1995 mit dreieinhalb Jahren bei Teutonia Uelzen. Von dort wechselte er 2002 zum FC St. Pauli, bei dem er drei Jahre blieb und danach zum Stadtrivalen Hamburger SV ging. Hier kam er in der U-17- und A-Junioren-Bundesliga zum Einsatz und wurde dabei auch für Jugendauswahlen des DFB entdeckt. Am 18. November 2008 gab er sein Debüt in der U18-Nationalmannschaft, für die er 15 Einsätze bestritt. Im September 2009 erhielt er die Fritz-Walter-Medaille in Silber in der Altersklasse U-18 als Nachwuchsspieler des Jahres. Frank Engel, damaliger Trainer der U-18-Auswahl des DFB, lobte ihn dabei als vielseitig und torgefährlich, merkte aber auch noch fehlende Courage an.
Am vierten Spieltag der Saison 2009/10, während seiner letzten Saison als Jugendspieler, bestritt er auch seine erste Partie im Seniorenbereich. Danach wurde er mehrfach in der Regionalliga Nord in der Reservemannschaft des HSV eingesetzt und stand bereits im Oktober gegen St. Pauli II erstmals von Anfang an im Kader. Nur einen Monat später durfte er erstmals auf der Ersatzbank der Erstligaprofis Platz nehmen. Am 2. Dezember 2009, am 5. Spieltag der Gruppenphase der UEFA Europa League 2009/10 gab er seinen Pflichtspieleinstand für die Profimannschaft beim 2:0-Heimspiel-Sieg gegen den SK Rapid Wien. Er ersetzte dabei kurz vor Schluss Dennis Aogo.
Am 21. Dezember 2009 unterschrieb Bertram beim HSV seinen ersten Profi-Vertrag mit Laufzeit bis zum 30. Juni 2013. Zu seinem Bundesligadebüt kam er am 17. April 2010 bei der 0:1-Heimniederlage gegen den 1. FSV Mainz 05.
In der Sommerpause 2010 wurde er für die Saison 2010/11 an den Zweitligisten FC Augsburg ausgeliehen. Zur Saison 2011/12 kehrte Bertram nach Hamburg zurück. Dort wurde er in der gesamten Spielzeit in der U-23-Mannschaft in der viertklassigen Regionalliga Nord eingesetzt. Im Sommer 2012 wechselte Bertram zum VfL Bochum, wo er einen Dreijahresvertrag bis zum 30. Juni 2015 unterzeichnete. Da er beim damaligen Bochumer Trainer Peter Neururer keine Einsatzperspektive erhielt, wurde er zur Saison 2013/14 für ein Jahr an den Drittligisten Hallescher FC ausgeliehen,
In seiner ersten Drittligasaison erzielte er 18 Punkte (11 Tore) und wurde damit, zusammen mit Timo Furuholm, bester Scorer seiner Mannschaft, war unter den Top 10 Scorern der Liga und wurde vom Kicker-Sportmagazin drei Mal in die „Elf des (Spiel)Tages“ gewählt. Nach der Saison wurde er vom Halleschen FC fest verpflichtet und mit einem Zweijahresvertrag ausgestattet. Insbesondere in der Saison 2015/16 konnte er wieder 18 Punkte (9 Tore) erzielen und war damit hinter Osayamen Osawe zweitbester Scorer von Halle und unter den Top 10 Scorern der Liga. In dieser Saison wurde er acht Mal in die „Elf des Tages“ der 3. Liga gewählt, womit er zusammen mit Julius Biada diese Statistik anführt.
Im Juni 2016 wechselte Sören Bertram für drei Jahre zum Zweitligisten Erzgebirge Aue. Auf Grund eines Kreuzbandrisses, welchen er sich noch im Trikot vom Halleschen FC zugezogen hat, verpasste er die Hinrunde der Saison 2016/17 und debütierte am 5. März 2017 für den FC Erzgebirge Aue. Beim 2:2-Unentschieden gegen Arminia Bielefeld wurde er von Interimstrainer Robin Lenk in der 81. Minute für Fabio Kaufmann eingewechselt.
Am 9. September 2017 erzielte Sören Bertram sein erstes Pflichtspieltor für den FC Erzgebirge Aue. Beim 2:1-Sieg gegen den FC Ingolstadt 04 in der 2. Bundesliga erzielte er in der 50. Minute die zwischenzeitliche 2:0-Führung. Sein letztes Tor in der 2. Bundesliga hatte Bertram fast sieben Jahre zuvor im Trikot vom FC Augsburg erzielt. Noch größere Aufmerksamkeit erregte Bertram, als er zwei Spieltage später, am 19. September 2017 im Auswärtsspiel beim 1. FC Kaiserslautern einen Doppelpack erzielte, damit zum Spieler des Spiels sowie in die „Elf des Tages“ der 2. Bundesliga gewählt wurde. Im Relegationsrückspiel der Saison 2017/18 erzielte Bertram einen Hattrick und sicherte den Veilchen mit diesen drei Toren den Klassenerhalt.
Nachdem er am Ende der Hinrunde der Folgesaison nicht mehr zur Startformation des Kaders gehörte, wechselte Bertram in der Winterpause der Saison 2018/19 zum Ligakonkurrenten SV Darmstadt 98, für den er zu neun Rückrundeneinsätzen (ein Tor) kam. Sein Debüt für die Lilien gab er beim 2:1-Heimsieg gegen den FC St. Pauli am 29. Januar 2019, als er in der 69. Spielminute für Victor Pálsson eingewechselt wurde.
Der in die 3. Liga abgestiegene 1. FC Magdeburg verpflichtete den Offensivspieler im Sommer 2019 und stattete ihn mit einem Einjahresvertrag aus. In seiner ersten Saison für Magdeburg verpasst er von 38 Ligaspielen nur vier Partien aufgrund eines Schlüsselbeinbruches und traf zehnmal. In der Saison 2020/21 stand er 31-mal in der 3. Liga auf dem Platz und traf viermal.
Im Juli 2021 schloss sich der 30-jährige dem Drittligisten VfL Osnabrück an.

## Auszeichnungen
- Fritz-Walter-Medaille in Silber: 2009

## Sonstiges
Bertram legte 2010 am Gymnasium Heidberg das Abitur ab. Sein Vater Stefan Bertram war ebenfalls als Fußballspieler aktiv, und auch sein Bruder Malte spielte für die Jugendmannschaften von Hannover 96 und stand zuletzt bei Teutonia Uelzen unter Vertrag.